# Атанасий III Пателарос
Атанасий III (на гръцки: Ἀθανάσιος Γ´) е православен духовник и светец, вселенски патриарх в Цариград.

## Биография
Роден е със светско име Алексиос Пателарос (на гръцки: Αλέξιος Πατελάρος) в ретимноското село Аксос в 1580 или 1597 година. От 1622 до 1634 година е солунски митрополит. От 25 февруари до началото на април 1634 година е вселенски патриарх. Патриарх Партений I Константинополски му предоставя митрополията на Солун и манастира Влатадес през 1639 година. 
Отново е избран за вселенски патриарх през 1652 г., на който пост остава 15 дни.